# 天邊一朵雲
《天邊一朵雲》（英語：The Wayward Cloud）是一部2005年台灣電影，也是馬來西亞導演蔡明亮執導的第7部電影。上映前，因為影片涉及色情而引發爭議，讓該片在台灣上映之前就充滿話題性，經行政院新聞局電檢處的15位人員表決之下，以一刀未剪通過審議。導演蔡明亮也因本片獲得第55屆柏林影展「最佳藝術貢獻」銀熊獎殊榮，據信這是影片未遭禁演或刪剪的理由之一。
該故事是一部刻劃出都市男女情慾的電影作品，在台灣上映後，票房在10天內即突破新台幣1,000萬元，創下當時台灣電影最佳賣座紀錄。由於影片含有情色情節及裸露鏡頭的爭議性畫面；日本前AV女演員夜櫻李子（夜桜すもも）的參加演出；劇情中「口交」動作過於逼真、赤裸裸的露毛展示，也曾引起廣泛討論，造成當時台灣社會不少的震撼。蔡明亮也有感於影片之所以會賣座，全因媒體皆圍繞在炒作其性愛話題上，認為有不少民眾只是抱着看熱鬧的心情而進電影院觀賞。
另外一方面，本片也是首部獲得高雄市政府所頒發1,000萬元臺幣的電影，獎勵電影來高雄市取景。

## 劇情
陳湘琪的角色某一天在公園裡偶遇舊識，即李康生飾演的AV男演員，兩人便展開一段曖昧關係。兩人雖然互表情愫，但對於李康生的角色，始終有個跨不過去的關卡，及他成人片的工作。陸弈靜的角色是一名和李康生對戲的AV女演員。在一次的交手中，道出了拍成人片純為錢不為情。就在李康生的角色和陳湘琪的角色越靠越近，有了越多肢體上的接觸後，陳湘琪的角色越想得到的更多，而對李康生的角色而言，他也因為這段關係影響到了他成人片的表現。楊貴媚所扮演的角色便出現在李康生角色的幻想裡，給他加油打氣。某日，陳湘琪的角色邀李康生的角色在電影出租店遇見，兩人先後走進成人片區。兩個人對於彼此對成人片的口味互相交換意見，也因為這樣兩人對彼此的渴望猛烈爆發。最後，李康生的角色還是拒絕了陳湘琪的角色。之後，陳湘琪的角色在自家大樓的電梯裡發現了一名倒臥在裡面女子，在把她扛回家後，放了李康生的角色租借的成人片後，發現該女子其實是一名日本AV女演員。後來，日本AV女演員被帶回出租拍片的房間，李康生的角色被要求對仍舊昏迷不醒的女演員繼續拍攝，被隨後趕來，手上還拎著日本AV女演員的高跟鞋的陳湘琪的角色，撞個正著。李康生的角色後來索性直接看著陳湘琪的角色，即便他仍在拍攝成人片。陳湘琪的角色後來也就跟著李康生的角色的動作聲淫了起來。李康生的角色最後不顧一切的在高潮之際，直接奔向陳湘琪的角色。電影結束在完成了兩人當時於成人片區時所未完成的事。

## 演員
| 演員     | 備註                     |
| -------- | ------------------------ |
| 李康生   | AV男演員                 |
| 陳湘琪   | 故宮解說員               |
| 楊貴媚   | 李康生的角色所幻想的人物 |
| 陸弈靜   | AV女演員                 |
| 夜櫻李子 | AV女演員                 |

## 獎項
| - 第42屆金馬獎 - 「最佳劇情片獎」 - 「最佳導演獎」：蔡明亮 - 「最佳女主角獎」：陳湘琪 | - 第55屆柏林影展 - 「最佳藝術貢獻獎」（銀熊獎） - 「國際影評人獎」（費比西獎） - 「影展創辦人獎」（亞佛瑞德鮑爾創新獎） - 南特影展 - 「最佳導演獎」：蔡明亮 - 「最佳演員貢獻獎」：李康生 - 奇幻影展 - 「最佳影片獎」 - 「最佳男主角獎」：李康生 |

## 外部連結
- Yahoo奇摩電影上《天邊一朵雲》的資料（繁體中文）
- 開眼電影網上《天邊一朵雲》的資料（繁體中文）
- 豆瓣电影上《天邊一朵雲》的資料 （简体中文）
- AllMovie上《天邊一朵雲》的资料（英文）
- 爛番茄上《天邊一朵雲》的資料（英文）
- 香港影庫上《天邊一朵雲》的資料（繁體中文）
- 互联网电影数据库（IMDb）上《天邊一朵雲》的资料（英文）